# Jean Théodore Lacordaire
Pour les articles homonymes, voir Lacordaire.
Jean Théodore Lacordaire, né le 1er février 1801 à Recey-sur-Ource près de Châtillon-sur-Seine et mort le 18 juillet 1870 à Liège, est un entomologiste français installé ensuite en Belgique.

## Biographie
Malgré son intérêt évident pour l'histoire naturelle, sa famille l'envoie au Havre pour étudier le droit. En 1824, il s'embarque pour Buenos Aires où il devient commerçant ambulant. Il parcourt ainsi l'Amérique du Sud profitant de ses déplacements pour réaliser de nombreuses observations sur la faune locale.
Georges Cuvier l'appelle auprès de lui en 1830 à Paris. Il fréquente Pierre-André Latreille, Victor Audouin, et André Marie Constant Duméril et participe à la fondation de la Société entomologique de France. Il retourne en Guyane fin 1830 pour récolter des spécimens d'histoire naturelle. Il revient en France en 1832.
Il publie en 1833 les Mémoires du Baron Georges Cuvier.
Il devient, en 1835, professeur de zoologie à l'université de Liège où il succède à Henri-Maurice Gaëde  (1795-1834). En 1837, il devient également professeur d'anatomie comparée. En collaboration avec Spring, il donne une traduction de l'allemand du manuel d'anatomie comparée de Siebold et Stannius. Il s'occupe activement des collections de zoologie du muséum de l'université dès sa nomination et l'enrichit grandement. À sa mort, le muséum comprendra une collection de douze mille espèces, dont de très belles séries d'ornithologie et d'ichtyologie.

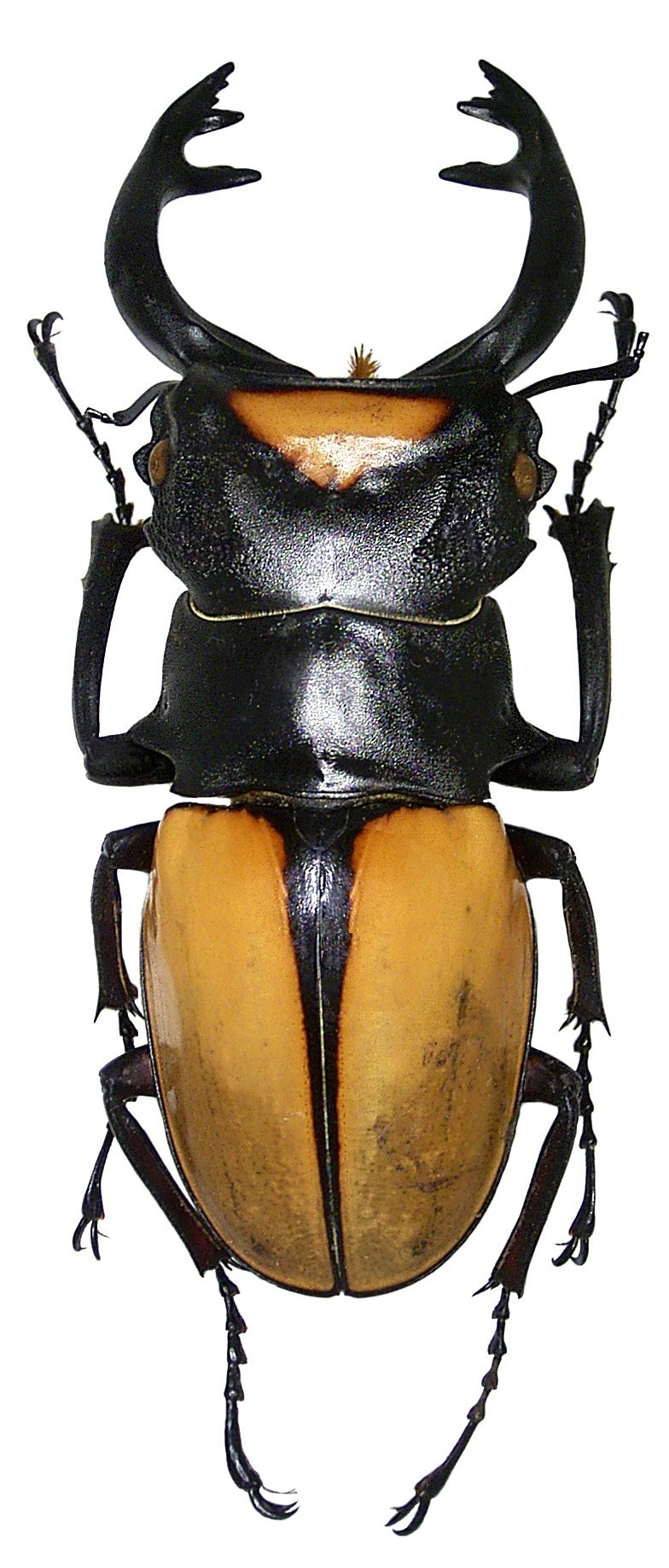
Odontolabis lacordairei (Vollenhoven, 1861) Male (3312092326)

De 1834 à 1838, il publie son Introduction à l'entomologie, comprenant les principes généraux de l'anatomie et de la physiologie des insectes en trois volumes et, en 1835, Faune entomologique des environs de Paris. Mais son chef-d'œuvre est Histoire naturelle des insectes. ″Genera″ des Coléoptères (1854-1876), immense travail de treize volumes que la mort interrompt.
Théodore Lacordaire est le frère aîné d'Henri Lacordaire, prédicateur et religieux dominicain.
Il a été inhumé le 22 juillet 1870 en France, à Rosières dans le département de la Somme.

### Sources
- Édouard Morren, « Éloge de Jean-Théodore Lacordaire », prononcé en séance publique du sénat académique (en) de l'Université de Liège, le 14 novembre 1870. [lire en ligne]